# (215) Enone
(215) Enone es un asteroide perteneciente al cinturón de asteroides descubierto el 7 de abril de 1880 por Víktor Karlovich Knorre desde el observatorio de Berlín, Alemania. Está nombrado por Enone, un personaje de la mitología griega.

## Características orbitales
Enone orbita a una distancia media de 2,767 ua del Sol, pudiendo acercarse hasta 2,666 ua y alejarse hasta 2,868 ua. Tiene una inclinación orbital de 1,686° y una excentricidad de 0,03643. Emplea en completar una órbita alrededor del Sol 1681 días.